# جون إل. هاغان
جون إل. هاغان (بالإنجليزية: John Hagan)‏ هو عالم جريمة ومحامي وأستاذ جامعي أمريكي، ولد في 15 فبراير 1946.

## وصلات خارجية
- الموقع الرسمي